# Oswaldo Minda
Tilson Oswaldo Minda (Quito, 1983. július 26. –) ecuadori válogatott labdarúgó, aki jelenleg a Barcelona SC játékosa.
A válogatott tagjaként részt vett a 2014-es labdarúgó-világbajnokságon, illetve a 2011-es Copa Américán.

## Statisztika
| Ecuador  | Ecuador | Ecuador |
| Év       | Mérk.   | Gólok   |
| -------- | ------- | ------- |
| 2010     | 4       | 0       |
| 2011     | 8       | 0       |
| 2012     | 2       | 0       |
| 2013     | 0       | 0       |
| 2014     | 2       | 0       |
| Összesen | 16      | 0       |

## Sikerei, díjai
- Quito 
  - Ecuadori bajnok: 2008, 2009, 2011